# Берізка (пам'ятка природи, Камінь-Каширський район)
Бері́зка — ботанічна пам'ятка природи місцевого значення в Україні. Об'єкт розташований на території Камінь-Каширського району Волинської області, ДП «Камінь-Каширське ЛГ», Добренське лісництво, кв. 37, вид. 39, 
Площа — 3,4 га, статус отриманий у 1994 році.
Статус надано з метою охорони та збереження у природному стані ділянки надмірно зволоженого березово-соснового насадження віком близько 40 років. У трав'яному покриві ростуть лікарські рослини та ягідники, зокрема рідкісний вид, занесений до Червоної книги України – журавлина дрібноплода (Oxycoccus microcarpus).